# شريان فوق البكرة
شريان فوق البكرة (أو الشريان الأمامي)، واحد من الفروع النهائية من الشريان العيني.

## مسار الشريان
يترك الشريان المدار في زاويته حيث يخترق الحاجز المداري مع العصب فوق البكرة، والصعود على الجبين، لوازم إهاب، والعضلات، والسمحاق.

## وصلات خارجية
- جامعة واينسبرغ circulation/frontalartery
- Diagram at stchas.edu
- http://www.dartmouth.edu/~humananatomy/figures/chapter_47/47-2.HTM نسخة محفوظة 3 مارس 2018 على موقع واي باك مشين.

1. ↑  نموذج تأسيسي في التشريح، QID:Q1406710